# Raphaël Lardeur
Pour les articles homonymes, voir Lardeur.
 (novembre 2012).
Raphaël Lardeur, né à Neuville-sur-Escaut le 19 décembre 1890 et mort à Paris 6e le 17 avril 1967, est un peintre et maître-verrier français.

## Biographie
Raphaël Lardeur est un artiste, comme son père Alfred Lardeur, son fils Gérard Lardeur (1931-2002) et son petit-fils Thomas Lardeur (1966-).
Il a réalisé une œuvre abondante de style Art déco dans la réalisation de vitraux, de peintures, mosaïques et mobilier, notamment dans les départements dévastés par la guerre de 1914-1918, mais aussi dans la région parisienne et ailleurs en France.

## Distinctions
- Médaille d'or de l'ordre de Léopold II (1915)[3].
- Croix de guerre 1914–1918, étoile de bronze.
- Médaille militaire (1934).

## Œuvres principales

### Verrières

#### Vitraux des églises du département de l'Aisne
- Charly
- Chouy
- Corcy
- Filain
- Folembray
- Guise, Église Saint-Pierre-et-Saint-Paul
- Soissons
- Vasseny
- Vaux-Andigny

#### Vitraux des églises du département de l'Oise
- Appilly
- Cuts

#### Vitraux des églises du département de laSomme
- Amiens :
  - église du Cœur immaculé-de-Marie
  - église Saint-Rémi
- Chaulnes : église Saint-Didier
- Moislains : église Saint-Pierre

#### Vitraux des églises d'autres départements

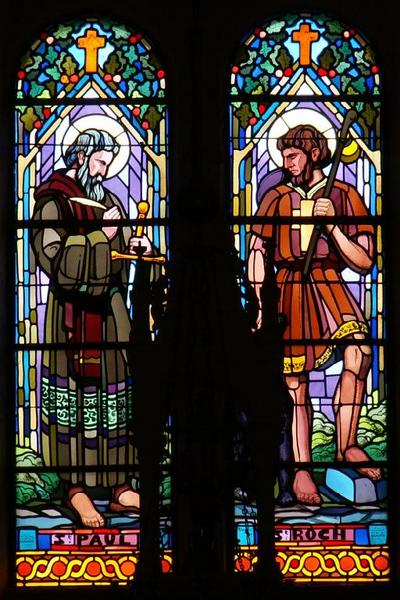
Lignerolles (Indre) : Saint-Paul et Saint-Roch

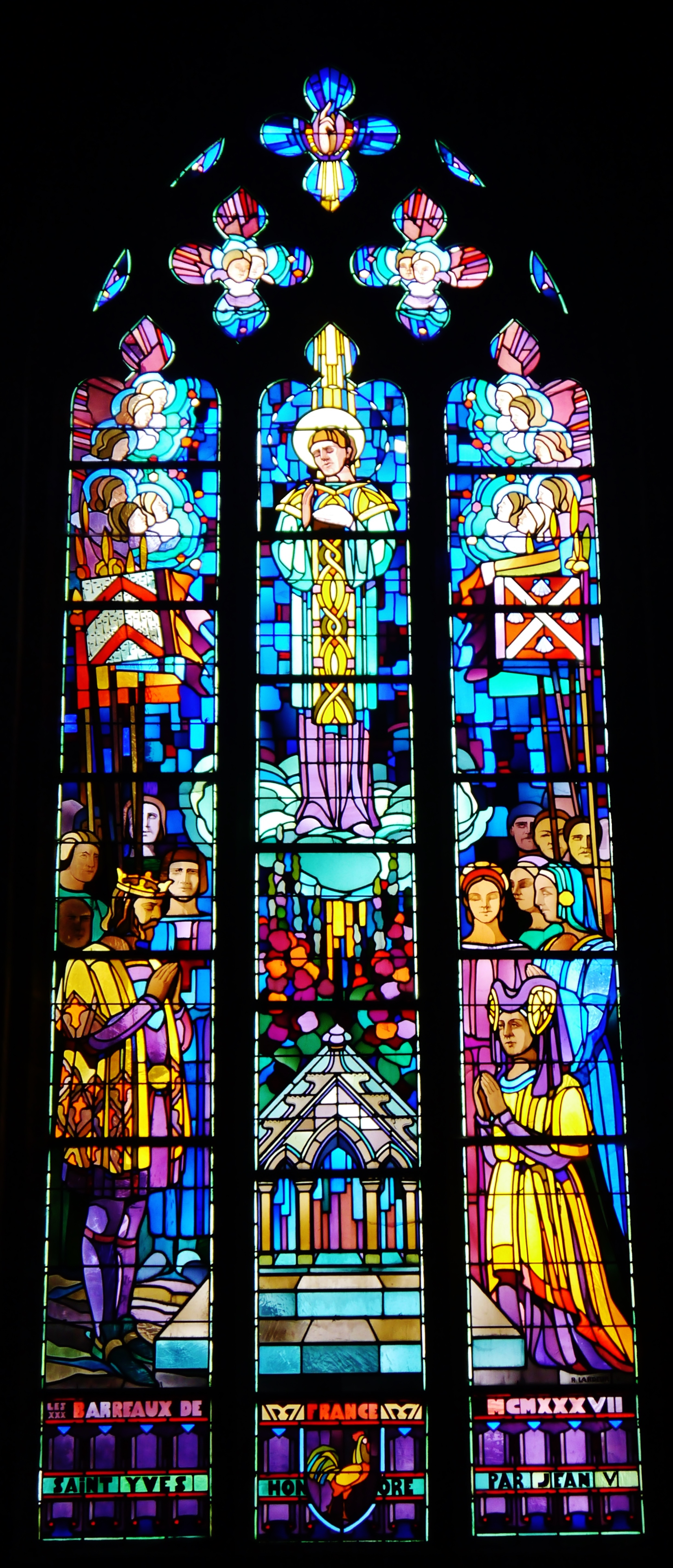
Cathédrale Saint-Tugdual

- Ancenis, Loire-Atlantique, église Saint-Pierre.
- Arradon, Morbihan
- Aulnat, église Saint-Rustique, Puy de Dôme
- Berthouville, Eure
- Corcoué-sur-Logne, Loire-Atlantique
- Criquebeuf-la-Campagne, église Saint-Pierre, Eure[4]
- Entrange, Moselle : chapelle Saint-Hubert
- Garennes-sur-Eure, Eglise Saint Aignan, verrière de Saint Thérèse de Lisieux
- Goetzenbruck, Moselle
- Ivry-sur-Seine, Notre-Dame de l'Espérance, Val-de-Marne
- Lignerolles, Indre : église Saint-Paul
- Mézières-en-Drouais, église Saint-Martin,  Classé MH (2013)[5], Eure-et-Loir
- Paris, Notre-Dame-des-Blancs-Manteaux
- Passy (Haute-Savoie), église Saint-Joseph de Chedde[6]
- Thonon-les-Bains, basilique, Haute-Savoie
- Tréguier, cathédrale Saint-Tugdual, Côtes-d'Armor (chapelle au duc Jean)
- Valenciennes, église Notre-Dame du Sacré-Cœur (Faubourg de Paris) [7]
- Vic-Fezensac, Gers
- Vitry-sur-Seine, Saint Germain, Val-de-Marne
- Les Molières, Essonne
- Le Cheylard, Ardèche

#### Vitraux des églises d'autres pays
- Basilique-Cathédrale Saint-Michel de Sherbrooke (Québec, Canada). Œuvre majeure (105 vitraux)[8].

#### Autres verrières
- Usine pharmaceutique Cooper de Melun, Seine-et-Marne
- Collège Sainte-Marie de Saint-Chamond, Loire,  Classé MH (1983)[9]
- Château du Coudray : chapelle, à Saint-Denis-du-Maine, Mayenne
- hall de la villa Eugénie à Saint-Cloud,  Inscrit MH (2020)

### Peinture et mosaïque
- Église de Guise, Aisne ;
- Chemin de croix de l'église Saint-Martin de Mézières-en-Drouais, Eure-et-Loir,  Classé MH (2013)[5].

### Mobilier
- maître-autel et tabernacle (église de Guise)
- mobilier de l'église Saint-Éloi de Sempigny[10]